# Frederic VII de Dinamarca
Frederic VII de Dinamarca (Amalienborg 1808 - Glücksburg 1863). Últim rei de Dinamarca de la dinastia dels Oldenburg i alhora també l'últim rei que regnà al país escandinau amb un poder absolut.
Nat al Palau d'Amalienborg el 6 d'octubre de 1808 essent fill del rei Cristià VIII de Dinamarca i de la duquessa Carlota de Mecklemburg-Schwerin. Frederic era net per via paterna del príncep Frederic de Dinamarca i de la duquessa Sofia Frederica de Mecklenburg-Schwerin i per via materna era net del gran duc Frederic Francesc I de Mecklenburg-Schwerin i de la duquessa Lluïsa de Saxònia-Gotha.
Marcat per una infantesa i adolescència extremadament difícil a conseqüència del divorci dels seus pares dos anys després del seu naixement, acumulà un llarg expedient de problesa d'adolescència que foren un veritable maldecap per a la Família reial.

## Regnat (1848 - 1863)
L'any 1848 pujà al tron de Dinamarca després de la mort del rei Cristià VIII de Dinamarca i tan sols un any després del seu ascens concedí la primera constitució a Dinamarca acceptant implícitament la caiguda de l'absolutisme.
L'aprovació de la Constitució de Juny de 1849 establia els ducats de Schleswig i de Holstein com àrees íntegrament daneses tot i que molts llocs els alemanys eren la majoria de la població. Immediatament després de l'aprovació esclatà la primera guerra dels ducats, iniciada l'any 1849 i conclosa el 1851, enfrontà a Dinamarca en contra de la Confederació Germànica i conclogué amb el Tractat de Londres l'any 1852 pel qual es garantia la integritat de la sobiania danesa sobre el territori dels ducats.
Durant el conflicte la figura del rei emergí com la d'un heroi nacional fonamentada pel lideratge que la monarquia prengué en la qüestió dels ducats i en la conclusió favorable als interessos danesos.
L'any 1828 el rei es casà amb la princesa Guillermina de Dinamarca, filla del rei Frederic VI de Dinamarca i de la princesa Maria de Hessen-Kassel, la parella es divorcià l'any 1838 sense haver tingut descendència.
Posteriorment, l'any 1841, el rei es tornà a casar, aquesta vegada amb la duquessa Carolina de Mecklenburg-Strelitz, filla del gran duc Jordi I de Mecklenburg-Strelitz i la princesa Maria de Hessen-Kassel. La parella es divorcià l'any 1846 sense haver tingut descendència.
Finalment, l'any 1850 es casà morganàticament al castell de Frederiksborg amb Lluïsa Cristina Köppen, creada comtessa Danner. La parella tampoc tingué fills. Malgrat que la comtessa Danner era mal vist per la Cort, l'aristocràcia i la burgesia danesa per les seves maneres rudes i els seus orígens, treballà ostensiblament pel manteniment de la popularitat de la monarquia entre la gent de les províncies.
Durant el regnat de Frederic, que s'estén des de l'any 1848 fins a l'any 1863, el monarca es comportà com un rei plenament constitucional, establint un camí inalterable per la monarquia danesa. L'any 1854, el rei contribuí a la caiguda del gabinet Ørsted de caràcter ultraconservador i el 1859 acceptà el govern liberal el qual fou nomenat a iniciativa de la comtessa Danner.
Durant la crisi dels Ducats de 1862 - 1863 parlà obertament de la necessitat d'establir una cooperació militar entre els diferents regnes escandinaus (Dinamarca i Suècia) per tal de garantir la seva subsistència davant de les potències continentals.
Durant aquesta crisi es crearen friccions i es mantingué certa inseguretat nacional malgrat que la popularitat de la institució monàrquica es mantingué elevada. Frederic VII es consolidà com el primer sobirà a qui es marcaren certs límits constitucionals en la història de Dinamarca.
El regnat de Frederic fou també l'època daurada del partit Nacional Lliberal (De Nationalliberale) que estigué al govern des de l'any 1854. Aquest període fou marcat per àmplies reformes polítiques i econòmiques, com ara la demolició de les muralles de Copenhaguen o el lliure comerç (1857).
Malgrat tot, el partit Nacional Liberal és el qui mantingué una actitud més combativa en contra de la Confederació Germànica per la qüestió dels ducats i que conseqüentment manà a la guerra de 1864. El rei donà ple suport al Partit Liberal en aquesta qüestió.

## La Successió a la Corona de Dinamarca
Paral·lelament al desenvolupament polític del país cap al liberalisme, la qüestió successòria a la Corona de Dinamarca prengué força a mesura que passaven els anys i el monarca no tenia descedència legítima.
Després de dos matrimonis, amb la princesa Guillermina de Dinamarca i amb la duquessa Carolina de Mecklenburg-Strelitz, sense descendència, i finalment un matrimoni morganàtic, la qüestió successòria es feu més palesa. D'acord amb les lleis internes de la Casa Reial Danesa i establerta la Llei Sàlica, l'hereu al tron del país era el príncep Cristià de Glücksburg. Cristià de Glücksburg era descendent directe dels reis de Dinamarca a través del rei Frederic V de Dinamarca, a més a més estava casat amb la princesa Lluïsa de Hessen-Kassel, filla de la princesa Lluïsa Carlota de Dinamarca, filla del rei Frederic VI de Dinamarca.
L'any 1852, la Cort de Copenhaguen reconegué a través del Tractat de Londres a Cristià com a hereu a la Corona a la mort del rei Frederic. L'any 1863 el príncep Cristià de Glücksburg iniciava el seu regnat sota el nom de rei Cristià IX de Dinamarca i alhora comença la dinastia dels Glücsburg a Dinamarca.